# كأس الاتحاد الإنجليزي 2008–09
كأس الاتحاد الإنجليزي 2008–09 (بالإنجليزية: 2008–09 FA Cup)‏ هو الموسم 128 من  كأس الاتحاد الإنجليزي. الذي يشرف على تنظيمه الاتحاد الإنجليزي لكرة القدم، وكان عدد الأندية المشاركة فيه  762، وفاز فيه تشيلسي.